# Мелцо
Мелцо (итал. Melzo) је насеље у Италији у округу Милано, региону Ломбардија.
Према процени из 2011. у насељу је живело 18031 становника. Насеље се налази на надморској висини од 121 м.

## Становништво
Према резултатима пописа становништва 2011. у општини је живело 18.203 становника.
| 1931. | 1936. | 1951. | 1961.  | 1971.  | 1981.  | 1991.  | 2001.  | 2011.  |
| ----- | ----- | ----- | ------ | ------ | ------ | ------ | ------ | ------ |
| 6.570 | 7.308 | 8.719 | 12.797 | 17.092 | 17.996 | 18.430 | 18.546 | 18.203 |

## Партнерски градови
- Vilafranca del Penedès